# Instituto Internacional de Análisis de Sistemas Aplicados
IIASA, siglas en inglés de International Institute for Applied Systems Analysis, es una organización internacional de investigación científica multidisciplinaria, localizada en Laxenburg, Austria, cerca de Viena. Es considerado uno de los más prestigiados think tanks integrales del mundo.
El instituto es regido por un Consejo Consultivo (IIASA Council Board) integrado por representantes de las Organizaciones Nacionales Miembro, a saber, 28 países, en su mayoría de Europa, Norteamérica y Japón. En sus orígenes, durante la guerra fría, sirvió de puente entre científicos de los bloques socialista y capitalista, pero que a partir de la caída del Muro de Berlín ha servido de canal de interlocución científica entre oriente y occidente, lo que, de alguna manera, demuestra el reciente ingreso de China e India. Destaca la ausencia de países de habla-hispana de entre sus miembros, siendo la Colosio Fellowship el único vínculo al respecto.
En general, los proyectos de IIASA son análisis mundiales de diferentes problemas tanto de la ciencia pura como de políticas públicas, lo que, desde hace más de dos décadas, han convertido a este instituto en principal fuente de consulta de los organismos internacionales situados en Viena, como CTBTO, IAEA, y UNIDO, así como de la Unesco, el IPCC, UNEP, el Banco Mundial y el Banco Interamericano de Desarrollo.